# Lassiter
Lassiter es una película de acción dirigida por Roger Young y protagonizada por Tom Selleck, Jane Seymour y Lauren Hutton.

## Argumento
Estamos en el año 1939. Nick Lassiter es, probablemente, el mejor ladrón del mundo. Como tal es capaz de penetrar cualquier lugar y salir con el dinero y las joyas sin ser capturado.
Sin embargo, un día las policías inglesa y norteamericana lo consiguen arrestar para someterle al chantaje de encargarle a robar una cuantiosa suma de la embajada alemana a cambio de su libertad. Para él es un desafío mayor, sobre todo porque tendrá que enfrentarse para ello a Kari Von Fursten, agente de la Gestapo y una de las mujeres más bellas del mundo.

## Reparto
| Actor               | Personaje |
| ------------------- | --------- |
| Tom Selleck         | Lassiter  |
| Jane Seymour        | Sara      |
| Lauren Hutton       | Kari      |
| Bob Hoskins         | Becker    |
| Joe Regalbuto       | Breeze    |
| Ed Lauter           | Smoke     |
| Warren Clarke       | Max Hofer |
| Edward Peel         | Allyce    |
| Paul Antrim         | Askew     |
| Christopher Malcolm | Quaid     |

## Producción
El rodaje de la obra cinematográfica empezó el 16 de mayo de 1983 y terminó a mediados de verano de 1983. Para ello se rodó en varias localidades en Londres y en Twickenham Middlesex, donde están los Twickenham Film Studios, ambos sitios situados en Inglaterra.
Cabe también destacar, que originalmente se quiso posicionar los acontecimientos de la película en Nueva York, pero al final se decidió que se posicionasen esos acontecimientos en Londres, ya que se consideró más realista para expresar la guerra que se avecinaba.

## Recepción
Hoy en día la obra cinematográfica ha sido valorada en portales cinematográficos y pro críticos profesionales. En IMDb, por ejemplo, con aproximadamente 2800 votos registrados, el filme obtiene una media ponderada de 5,8 sobre 10. En cuanto a Rotten Tomatoes, los más de 250 votos registrados le dieron allí una valoración media de 3 de 5, mientras que los 15 críticos profesionales registrado allí le dan una valoración media de 5,3 de 10. También cabe destacar, que en La Vanguardia el 53 % de los usuarios registrados en ese periódico le dan una valoración positiva a la película.